# Wurst (Berlin)
Als Berliner werden verschiedene Wurstsorten bezeichnet, die in der Stadt Berlin ihren Ursprung haben, der dort typischen Zubereitung entsprechen oder dieser zugeschrieben werden. Traditionell werden preiswertere Fleischsorten, Brät und Innereien für die Herstellung verwendet.
Viele Wurstsorten haben standardisierte Rezepte, die sich im Fleischerhandwerk herausgebildet haben.
- Berliner Mettwurst, eine kaltgeräucherte Rohwurst/Mettwurst, die aus zwei Teilen magerem Rindfleisch und einem Teil Schweinebauch besteht. Typische Gewürze sind Kümmel, Koriander, Knoblauch und Pfeffer
- Berliner Knackwurst (auch: Berliner Knacker), eine kaltgeräucherte Rohwurst/Knackwurst aus durchwachsenem Schweinefleisch und Schweinebauch. Typisch ist die grobe Zerkleinerung durch Wolfen auf 3 mm Körnung, wodurch Fett- und Muskelfleischteile gut sichtbar sind. Typische Gewürze sind Pfeffer und Senfkörner.
- Berliner Bockwurst, eine Variante der Bockwurst mit Knoblauch. Überwiegend wird die Erfindung der Wurst einem Berliner Fleischer und Wirt zugeschrieben.
- Berliner Dampfwurst, eine Brühwurst aus minderwertigeren Zutaten als für die Bockwurst verwendet werden. Es werden sehnenreiches Rind- und Schweinefleisch, Speck und Schweinelunge verwendet. Der Namensbestandteil ‚Dampf‘ bezieht sich auf den erhöhten Wasseranteil in der Wurst, der nicht produktionsbedingt bis zu 20 Prozent der Masse durch die Zugabe von Eisschnee beträgt. Sie wird stärker durch eine größere Gewürzauswahl und Menge gewürzt.
- Berliner Feine Leberwurst besteht aus Leber, Schweinewamme, gepökeltem und vorgekochtem Rindfleisch und Aufschnitt-Grundbrät, welches im Kutter feinst zerkleinert wird. Typische Gewürze sind Pfeffer, Zwiebeln und Mazis.
- Berliner Leberwurst besteht aus Leberwurstmasse und Aufschnitt-Grundbrät ohne Einlage.
- Berliner Semmelleberwurst ist eine Kochwurst aus Schweineleber, Schweinekopf (Schweinemaske und Schweinebacke), Wammen und Schweinelunge. Semmel oder Weißbrotstücke werden gesondert in Wurstbrühe eingeweicht und vor dem Garen mit den zerkleinerten anderen Zutaten vermengt.
- Berliner Fleischwurst ist eine Blutwurstvariante aus Blutwurstgrundmasse und Leber und einer Einlage aus vorgegartem durchwachsenem Schweinefleisch und Schweinebauch.
- Berliner Presswurst ist eine Blutwurstvariante aus Blutwurstgrundmasse und einer Einlage aus vorgegartem Speck mit Schwarte.
- Berliner Blutwurst mit Schrippen ist eine Blutwurstvariante mit Brötchen, die in Berlin „Schrippen“ genannt werden. Die Wurst besteht aus Schweinekopf, Schweinelunge und den Schrippen, die zuvor in Schweineblut eingeweicht werden. Bei anderen Rezepten ist dies unüblich und es wird stattdessen Brühe zum Einweichen verwendet. Die Wurst gibt es sowohl als Portionswurst à 100 g, als auch in Kranzform.
- Berliner Sülzwurst ist eine Sülzwurstvariante aus durchwachsenem Schweinefleisch und Kalbfleisch, Schweinebauch und Schweinezungen. Als Flüssigkeit wird helle Knochenbrühe und Milch verwendet.
- Berliner Schüsselwurst ist ein Synonym für Grützleberwurst.